# Ben Moody
Benjamin Raymond "Ben" Moody II, född 22 januari 1981 i Little Rock, Arkansas, är en amerikansk rockmusiker och låtskrivare, mest känd för sin tidigare roll som gitarrist i Evanescence som han bildade 1995 tillsammans med Amy Lee.
2003 lämnade han Evanescence mitt under Fallen-turnén i Europa. Moody gjorde 2004 duetten "Everything Burns" tillsammans med Anastacia till filmen Fantastic Four och har även producerat albumet This Way (2009) av den amerikanska singer/songwritern Hana Pestle. Moody producerade också 2 låtar, "Alone" och "This Time", på Céline Dions album Taking Chances
Han debuterade som soloartist 2009 med albumet All for This. Sedan 2009 är han gitarrist i We Are the Fallen, som frontas av American Idol-deltagaren Carly Smithson.

## Diskografi

### Som soloartist
EP
- 2008: Mutiny Bootleg E.P.

Album
- 2009: All for This
- 2011: You Can't Regret What You Don't Remember

### MedEvanescence
EP
- 1998: Evanescence
- 1999: Sound Asleep
- 2003: Mystary

Album
- 2000: Origin (demo)
- 2003: Fallen

### MedAnastacia
Singlar
- 2005: "Everything Burns"

### MedWe Are the Fallen
Album
- 2010: Tear the World Down